# Сонячне затемнення 10 червня 2021 року
Сонячне затемнення 10 червня 2021 року — кільцеподібне сонячне затемнення 147 саросу, максимальну фазу якого можна було спостерігати на території Канади, Гренландії та Росії. Часткові фази затемнення буде видно в Північній Америці, а також у Європі й Азії.
Також воно унікальне тим, що його можна буде побачити на Північному полюсі.
Сарос 147
Це затемнення є повторенням через сарос кільцеподібного сонячного затемнення 31 травня 2003.
Наступне затемнення 147 саросу відбудеться 21 червня 2039.
Основні населені пункти, де можна буде спостерігати кільцеподібне затемнення
| Населений пункт  | Час UTC  | Η     | Тривалість |
| Ікалуїт          | 10:08:00 | 17,8° | 3 хв 5 с   |
| Каанаак          | 10:35:09 | 22,4° | 3 хв 40 с  |
| Алерт            | 10:45:27 | 24,0° | 3 хв 39 с  |
| Чокурдах         | 11:26:46 | 7,8°  | 3 хв 37 с  |
| Біла Гора        | 11:29:21 | 6,4°  | 2 хв 53 с  |
| Середньоколимськ | 11:27:06 | 4,0°  | 3 хв 35 с  |
| Зирянка          | 11:30:15 | 3,0°  | 3 хв 20 с  |

В Україні часткове затемнення буде видно всюди, окрім окупованого Криму, частини Херсонської, Одеської та Миколаївської областей. У Києві розпочнеться о 13:26:07 за київським часом, максимальної фази кільцеве сонячне затемнення досягне 14:15:27 і закінчиться о 15:03:29.
Загалом спостерігати затемнення зможуть жителі 60 країн.

## Зображення

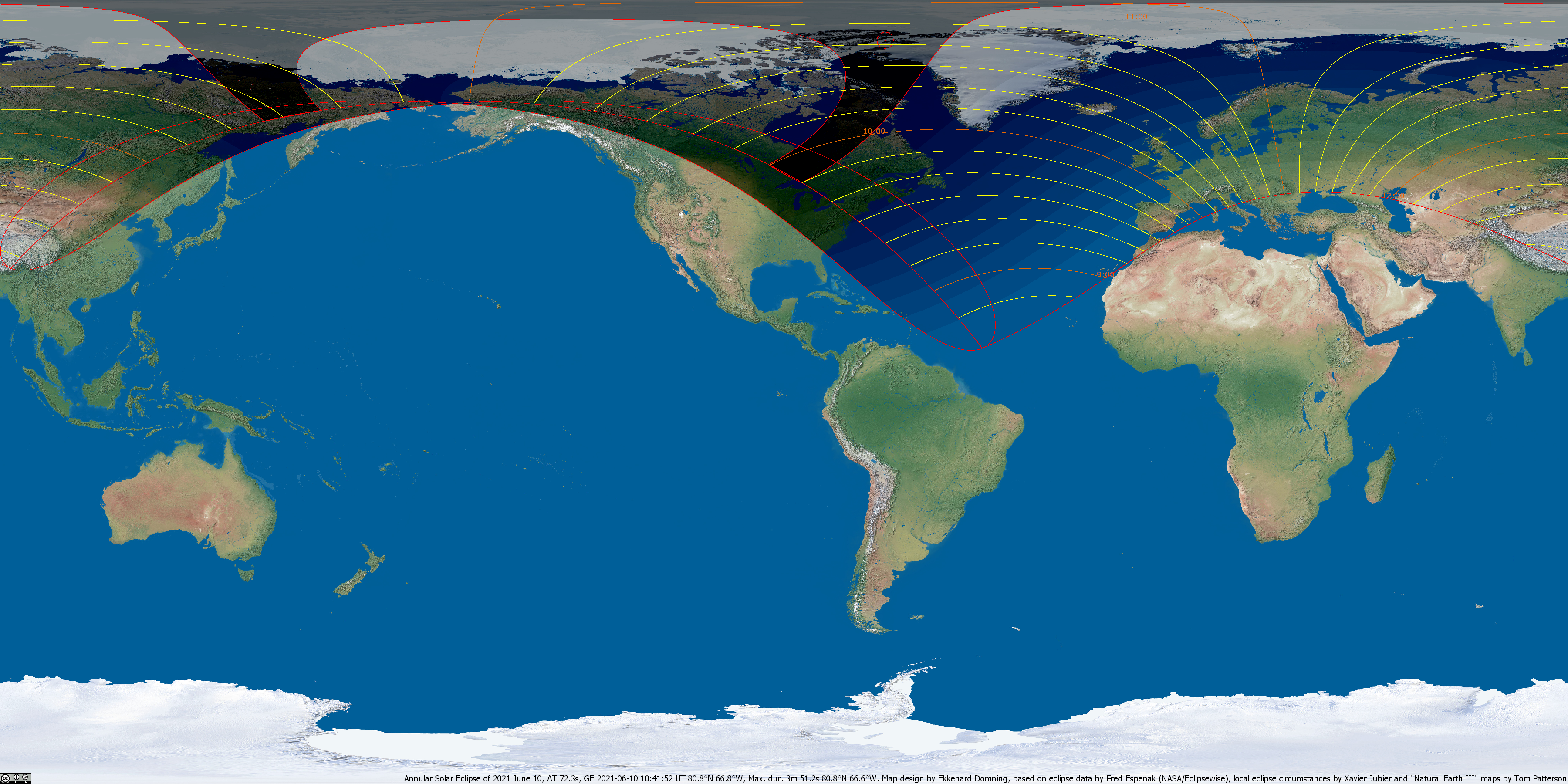
Карта затемнення

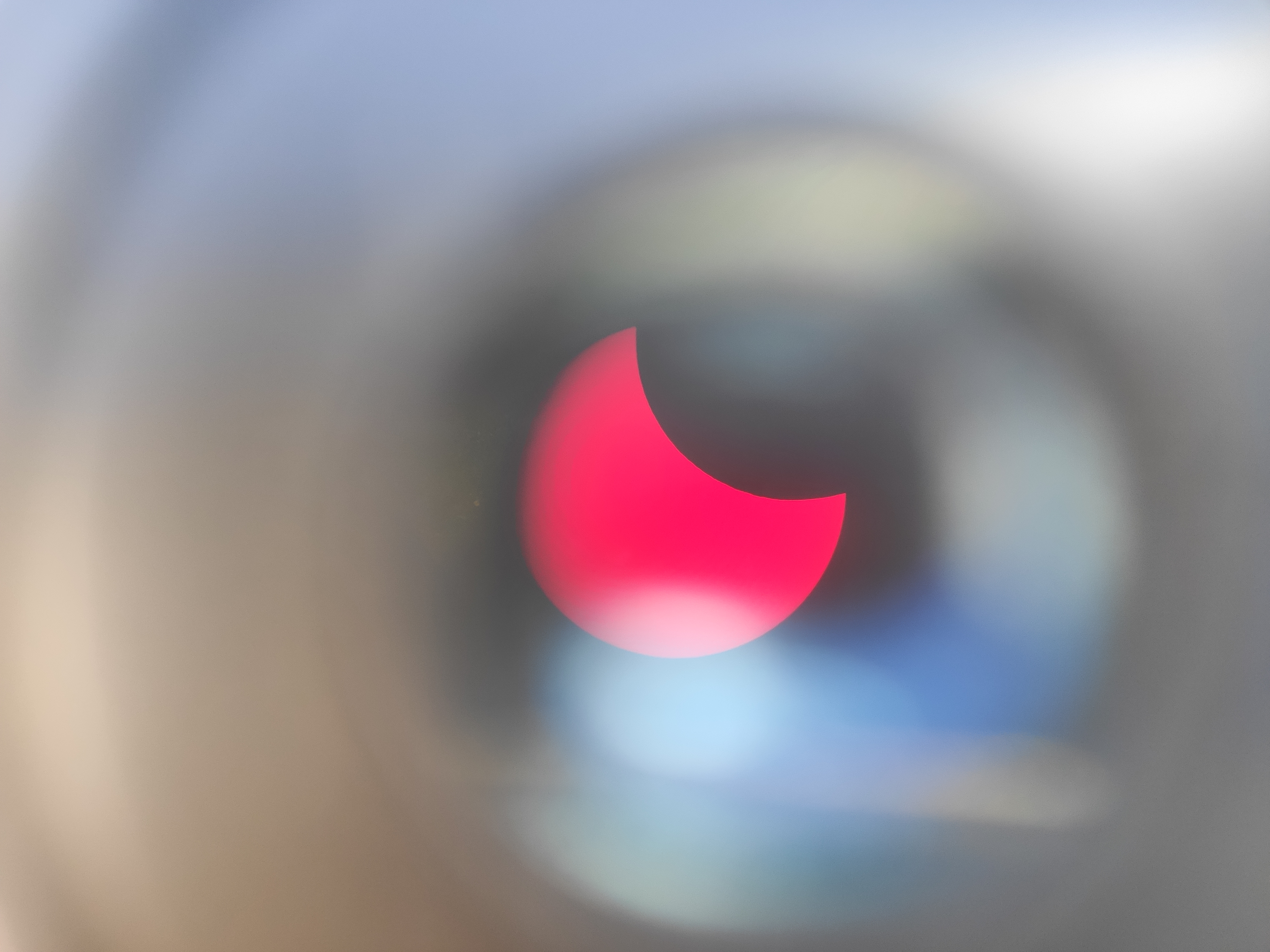
Вигляд затемнення у Петрозаводську

## Затемнення 2018—2021
| Серія сонячних затемнень від 2018 до 2021 року | Серія сонячних затемнень від 2018 до 2021 року | Серія сонячних затемнень від 2018 до 2021 року | Серія сонячних затемнень від 2018 до 2021 року | Серія сонячних затемнень від 2018 до 2021 року | Серія сонячних затемнень від 2018 до 2021 року | Серія сонячних затемнень від 2018 до 2021 року |
| ---------------------------------------------- | ---------------------------------------------- | ---------------------------------------------- | ---------------------------------------------- | ---------------------------------------------- | ---------------------------------------------- | ---------------------------------------------- |
| Вузол, що сходить (ascending)                  | Вузол, що сходить (ascending)                  | Вузол, що сходить (ascending)                  |                                                | Вузол, що заходить (descending)                | Вузол, що заходить (descending)                | Вузол, що заходить (descending)                |
| Сарос                                          | Мапа                                           | Гамма                                          | Сарос                                          | Мапа                                           | Гамма                                          |                                                |
| 107                                            | 23 липня 2017                                  | -2.14244                                       | 112                                            | 17 січня 2018                                  | 1.78677                                        |                                                |
| 117 Мельбурн                                   | 13 липня 2018 часткове                         | -1.35423                                       | 122 Находка, Росія                             | 6 січня 2019 часткове                          | 1.14174                                        |                                                |
| 127 La Serena, Chile                           | 2 липня 2019 повне                             | -0.64656                                       | 132 Nilambur, Індія                            | 26 грудня 2019 кільцеподібне                   | 0.41351                                        |                                                |
| 137 Юньлінь, Тайвань                           | 21 червня 2020 кільцеподібне                   | 0.12090                                        | 142                                            | 14 грудня 2020 повне                           | -0.29394                                       |                                                |
| 147                                            | 10 червня 2021 кільцеподібне                   | 0.91516                                        | 152                                            | 4 грудня 2021 повне                            | -0.95261                                       |                                                |
| 157                                            | 30 травня 2022                                 | 1.65174                                        | 162                                            | 23 листопада 2022                              | -1.69875                                       |                                                |
| Шаблон:Сонячні затемнення 2015-2018 ←          | Шаблон:Сонячні затемнення 2015-2018 ←          | Шаблон:Сонячні затемнення 2015-2018 ←          |                                                | → Шаблон:Сонячні затемнення 2022-2025          | → Шаблон:Сонячні затемнення 2022-2025          | → Шаблон:Сонячні затемнення 2022-2025          |